# The Sugarcubes
The Sugarcubes fue una banda islandesa de rock y pop que se formó en 1986 y se separó en 1992. Fueron aclamados por la crítica y el público tanto en el Reino Unido como en los Estados Unidos.
Su primer álbum fue Life's Too Good por el cual se dieron a conocer mundialmente con el sencillo "Birthday" gracias a la voz de la cantante Björk.
Después de la separación de los Sugarcubes, la cantante Björk continuó con su carrera solista en Londres y se convirtió en una de las cantantes más innovadoras de su género.

## Componentes

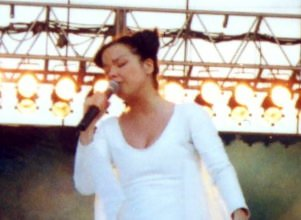
Björk, ya solista, en 1998.

- Björk Guðmundsdóttir (voz, teclados)
- Sigtryggur Baldursson (batería)
- Einar Örn Benediktsson (voz, trompeta)
- Einar Melax (teclados)
- Þór Eldon (guitarra)
- Bragi Ólafsson (bajo)
- Margrét Örnólfsdóttir (teclado)

## Historia
El 8 de junio de 1986 es la fecha que es citada como el nacimiento oficial de Sykurmolarnir que finalmente sería traducida a su equivalente en inglés: The Sugarcubes (“Los Terrones de Azúcar”). Björk dio a luz a Sindri Eldon Þórsson ese mismo día. Para ese momento Einar Örn y Þór Eldon estaban al frente de una nueva organización llamada Smekkleysa u oficialmente conocida como Bad Taste, un sello discográfico contracultural que fomentaba el trabajo artístico de jóvenes islandeses. Brevemente después del nacimiento de Sindri, Björk tuvo un papel en la película The Juniper Tree (1987) y dos años más tarde, Björk y Þór se separan, pero siguieron siendo amigos.
También en 1987 participó de Glerbrot, una obra de Matthias Johannsen para la televisión islandesa, interpretó a una adolescente conflictiva. Para el mismo año, la hermana de Björk, Inga Hrönn, participó de la banda de new wave Blatt Afram que solamente grabó dos canciones en su único álbum en formato casete lanzado con el nombre de Snarl 2.
Bad Taste dio lugar a la formación de un grupo de pop con Björk, Siggi Baldursson, Einar Örn y Einar Melax de KUKL, con Þór Eldon, Bragi Ólafsson y el guitarrista de Purrkur Pillnikk Friðrik Erlingsson; Einar Melax sería reemplazado más tarde por Margrét Örnólfsdóttir en teclados.

### Life's Too Good
El primer sencillo de los Sugarcubes Amæli (Birthday, en su versión al inglés), se convirtió en un gran éxito en Inglaterra, dejando una buena impresión con el surrealismo expresado con la letra y el extravagante concepto sonoro general.
Melody Maker es el medio más entusiasta eligiendo a Birthday como sencillo de la semana y agregando comentarios halagadores de su arquitectura sonora. Otros medios también presentaron a los Sugarcubes en portada, como New Musical Express y la desaparecida Sounds.
De esta manera ganaron una significativa popularidad en el Reino Unido y en los Estados Unidos y las ofertas de compañías discográficas empezaron a llegar. Seguidamente, la banda firmó con One Little Indian y grabaron su primer álbum, Life's Too Good, un álbum que los llevó a la fama mundial -la primera banda islandesa en lograr semejante éxito. Las críticas fueron todavía mejores porque el álbum presentaba una amplia mezcla de referentes provenientes del pop, rock, el funk y hasta incluso el jazz convirtiéndolo en una rareza de la escena indie de finales de la década de 1980. el álbum logró vender 150 000 ejemplares en el difícil mercado del Reino Unido y cerca de 500 000 en los Estados Unidos.
Mientras tanto, hay algunas convulsiones dentro del grupo: después de separarse de Björk, Þór Eldon se casa con la teclista, Magga Örnólfsdóttir. Siggi Baldursson y Bragi Ólafsson se casan con unas hermanas gemelas y más tarde, el mismo año, surge la noticia de que Einar Örn y Bragi se casaron en Dinamarca amparados por la ley a favor del matrimonio gay, cuando en realidad se trató de una conversación en broma entre ambos y que fue accidentalmente distribuida por la oficina de prensa de One Little Indian.

### Here Today, Tomorrow, Next Week! y el trayecto final de la banda
La suerte de los Sugarcubes empieza a decaer cuando en 1989 lanzaron su segundo álbum llamado Here Today, Tomorrow, Next Week!, título que proviene de una frase del libro El viento en los sauces, de Kenneth Graeme.
El álbum no sirvió para consolidar la posición internacional del grupo, la creciente intromisión de Einar Örn y el carácter continuista de canciones como “Speed Is The Key”, “A Day Called Zero” o “Water” producen un estancamiento en The Sugarcubes, a pesar de canciones destacables como “Planet” y “Tidal Wave”.
Mientras que el éxito de los Sugarcubes iba decayendo, Björk participó en otros proyectos adicionales: bajo el nombre de Betula Jónasson tocó el clarinete en Hljómsveit Konráðs B (La Banda de Konráð B, en islandés), grupo derivado de Caviare, el dúo de Siggi Baldursson y Magga Örnólfsdóttir.
En 1990 grabó Gling-Gló, una colección de jazz popular y trabajo original con el grupo de música bebop que se dio a conocer como Björk Guðmundsdóttir & Tríó Guðmundar Ingólfssonar, lanzado en Islandia.
El álbum, producido por el guitarrista del grupo Stuðmenn Tómas Tómasson, contiene temas en islandés y tres versiones: “Ruby Baby”, de Jerry Leiber y Mike Stoller y los estándares de jazz: “I Can’t Help Loving That Man” (de Oscar Hammerstein II y Jerome Kern) y “Þad Sést Ekki Sætari Mey” (versión en islandés de "You Can't Get A Man With A Gun"), adaptación de Irving Berlin.
El grupo desapareció poco después del lanzamiento del álbum, cuando el pianista Guðmundur Ingólfsson muere de cáncer; también contribuyó como vocalista para la grabación de "Ooops" y "Qmart", pertenecientes al álbum Ex:El de la banda 808 State, al mando de Graham Massey; una colaboración que cultivó su interés en la música house.
Mientras tanto, The Sugarcubes queda en un período de inactividad.

### Stick Around For Joy
The Sugarcubes vuelven a reunirse en Nueva York junto al productor Paul Fox para preparar su próximo álbum Stick Around For Joy, que fue editado en febrero de 1992 y precedido por el sencillo “Hit”. Stick Around For Joy es el álbum más famoso con el cual Björk se daría a conocer definitivamente en la escena musical británica, pero a pesar del éxito alcanzado, las tensiones aumentaron entre Björk y Einar Örn y para finales de ese año, sale a la venta un álbum con remixes titulado It's-It, el último lanzamiento antes de que la banda se separe. Este disco tiene la colaboración de DJs como Todd Terry, Justin Robertson y Marius De Vries.

## Discografía

### Álbumes
| Año  | Álbum                                                     | RU | EU |
| ---- | --------------------------------------------------------- | -- | -- |
| 1988 | Life's Too Good                                           | 14 | 54 |
| 1989 | Here Today, Tomorrow, Next Week!                          | 15 | 70 |
| 1989 | Illur Arfur                                               | -  | -  |
| 1992 | Stick Around For Joy                                      | 16 | 95 |
| 1992 | It's It (remixes collection)                              | -  | -  |
| 1998 | The Great Crossover Potential (greatest hits compilation) | -  | -  |

### Sencillos
| Año  | Canción             | UK singles | US Modern Rock | US Dance | Álbum                          |
| ---- | ------------------- | ---------- | -------------- | -------- | ------------------------------ |
| 1986 | "Ammæli"/"Köttur"   | -          | -              | -        | Einn Mol'á Mann                |
| 1988 | "Birthday"          | -          | -              | -        | Life's Too Good                |
| 1988 | "Coldsweat"         | -          | -              | -        | Life's Too Good                |
| 1988 | "Deus"              | -          | -              | -        | Life's Too Good                |
| 1988 | "Motorcrash"        | -          | 10             | -        | Life's Too Good                |
| 1989 | "Regina"            | -          | 2              | -        | Here Today Tomorrow Next Week! |
| 1989 | "Planet"            | -          | -              | -        | Here Today Tomorrow Next Week! |
| 1990 | "Tidal Wave"        | -          | -              | -        | Here Today Tomorrow Next Week! |
| 1991 | "Hit"               | 17         | 1              | -        | Stick Around For Joy           |
| 1992 | "Walkabout"         | -          | 16             | -        | Stick Around For Joy           |
| 1992 | "Vitamin"           | -          | -              | -        | Stick Around For Joy           |
| 1992 | "Leash Called Love" | -          | -              | 1        | It's It                        |

### Vinyl y cajas de CD
- 1989 - 12.11 (Elektra Records)
- 1989 - 7.8 (Elektra Records)
- 1989 - CD.6 (Elektra Records)

### Colaboraciones
- 1987 - Snarl 2 (Erðanumúsík), Compilación islandesa. Bajo el nombre de Sykurmolarnir.
- 1987 - Luftgítar (Smekkleysa), álbum de Johnny Triumph.
- 1987 - Skytturnar (Gramm), banda sonora de la película dirigida por Friðrik Þór Fríðriksson.
- 1988 - One Little Indian - Greatest Hits Volume One (One Little Indian), greatest hits (volume 1) lanzado por One Little Indian.
- 1990 - Hættuleg Hljómsveit & Glæpakvendið Stella (Megas), álbum de Megas.
- 1990 - World Domination or Death Volume 1 (Smekkleysa/Workers Playtime PLAY), compilation.
- 1990 - One Little Indian - Greatest Hits Volume Two (One Little Indian), greatest hits (volume 2) lanzado por One Little Indian.
- 1990 - Rubáiyát: Elektra's 40th Anniversary (Elektra Records), The Sugarcubes versionan el tema "Motorcycle Mama" del grupo Sailcat editado en 1972.
- 1993 - Welcome to the Future (One Little Indian), compilación.

### Otros lanzamientos
- 1988 - Sugarcubes Interview Disc (One Little Indian)
- 1998 - The Great Crossover Potential (One Little Indian)
- 1998 - Avengers (Soundtrack) (WEA/ATLANTIC)
- 1998 - Music Inspired by the Motion Picture: The Avengers (BIG EAR)